# Peão atrasado
|   | a | b | c | d | e | f | g | h |   |
| 8 | b8 preto torre · g8 preto rei · c7 preto peão · g7 preto peão · h7 preto peão · b6 preto bispo · d6 preto rainha · e6 preto bispo · f6 preto torre · b5 preto peão · d5 preto peão · d4 branco peão · c3 branco rainha · e3 branco bispo · b2 branco peão · c2 branco bispo · f2 branco peão · g2 branco peão · h2 branco peão · a1 branco torre · f1 branco torre · g1 branco rei | b8 preto torre · g8 preto rei · c7 preto peão · g7 preto peão · h7 preto peão · b6 preto bispo · d6 preto rainha · e6 preto bispo · f6 preto torre · b5 preto peão · d5 preto peão · d4 branco peão · c3 branco rainha · e3 branco bispo · b2 branco peão · c2 branco bispo · f2 branco peão · g2 branco peão · h2 branco peão · a1 branco torre · f1 branco torre · g1 branco rei | b8 preto torre · g8 preto rei · c7 preto peão · g7 preto peão · h7 preto peão · b6 preto bispo · d6 preto rainha · e6 preto bispo · f6 preto torre · b5 preto peão · d5 preto peão · d4 branco peão · c3 branco rainha · e3 branco bispo · b2 branco peão · c2 branco bispo · f2 branco peão · g2 branco peão · h2 branco peão · a1 branco torre · f1 branco torre · g1 branco rei | b8 preto torre · g8 preto rei · c7 preto peão · g7 preto peão · h7 preto peão · b6 preto bispo · d6 preto rainha · e6 preto bispo · f6 preto torre · b5 preto peão · d5 preto peão · d4 branco peão · c3 branco rainha · e3 branco bispo · b2 branco peão · c2 branco bispo · f2 branco peão · g2 branco peão · h2 branco peão · a1 branco torre · f1 branco torre · g1 branco rei | b8 preto torre · g8 preto rei · c7 preto peão · g7 preto peão · h7 preto peão · b6 preto bispo · d6 preto rainha · e6 preto bispo · f6 preto torre · b5 preto peão · d5 preto peão · d4 branco peão · c3 branco rainha · e3 branco bispo · b2 branco peão · c2 branco bispo · f2 branco peão · g2 branco peão · h2 branco peão · a1 branco torre · f1 branco torre · g1 branco rei | b8 preto torre · g8 preto rei · c7 preto peão · g7 preto peão · h7 preto peão · b6 preto bispo · d6 preto rainha · e6 preto bispo · f6 preto torre · b5 preto peão · d5 preto peão · d4 branco peão · c3 branco rainha · e3 branco bispo · b2 branco peão · c2 branco bispo · f2 branco peão · g2 branco peão · h2 branco peão · a1 branco torre · f1 branco torre · g1 branco rei | b8 preto torre · g8 preto rei · c7 preto peão · g7 preto peão · h7 preto peão · b6 preto bispo · d6 preto rainha · e6 preto bispo · f6 preto torre · b5 preto peão · d5 preto peão · d4 branco peão · c3 branco rainha · e3 branco bispo · b2 branco peão · c2 branco bispo · f2 branco peão · g2 branco peão · h2 branco peão · a1 branco torre · f1 branco torre · g1 branco rei | b8 preto torre · g8 preto rei · c7 preto peão · g7 preto peão · h7 preto peão · b6 preto bispo · d6 preto rainha · e6 preto bispo · f6 preto torre · b5 preto peão · d5 preto peão · d4 branco peão · c3 branco rainha · e3 branco bispo · b2 branco peão · c2 branco bispo · f2 branco peão · g2 branco peão · h2 branco peão · a1 branco torre · f1 branco torre · g1 branco rei | 8 |
| 7 | b8 preto torre · g8 preto rei · c7 preto peão · g7 preto peão · h7 preto peão · b6 preto bispo · d6 preto rainha · e6 preto bispo · f6 preto torre · b5 preto peão · d5 preto peão · d4 branco peão · c3 branco rainha · e3 branco bispo · b2 branco peão · c2 branco bispo · f2 branco peão · g2 branco peão · h2 branco peão · a1 branco torre · f1 branco torre · g1 branco rei | b8 preto torre · g8 preto rei · c7 preto peão · g7 preto peão · h7 preto peão · b6 preto bispo · d6 preto rainha · e6 preto bispo · f6 preto torre · b5 preto peão · d5 preto peão · d4 branco peão · c3 branco rainha · e3 branco bispo · b2 branco peão · c2 branco bispo · f2 branco peão · g2 branco peão · h2 branco peão · a1 branco torre · f1 branco torre · g1 branco rei | b8 preto torre · g8 preto rei · c7 preto peão · g7 preto peão · h7 preto peão · b6 preto bispo · d6 preto rainha · e6 preto bispo · f6 preto torre · b5 preto peão · d5 preto peão · d4 branco peão · c3 branco rainha · e3 branco bispo · b2 branco peão · c2 branco bispo · f2 branco peão · g2 branco peão · h2 branco peão · a1 branco torre · f1 branco torre · g1 branco rei | b8 preto torre · g8 preto rei · c7 preto peão · g7 preto peão · h7 preto peão · b6 preto bispo · d6 preto rainha · e6 preto bispo · f6 preto torre · b5 preto peão · d5 preto peão · d4 branco peão · c3 branco rainha · e3 branco bispo · b2 branco peão · c2 branco bispo · f2 branco peão · g2 branco peão · h2 branco peão · a1 branco torre · f1 branco torre · g1 branco rei | b8 preto torre · g8 preto rei · c7 preto peão · g7 preto peão · h7 preto peão · b6 preto bispo · d6 preto rainha · e6 preto bispo · f6 preto torre · b5 preto peão · d5 preto peão · d4 branco peão · c3 branco rainha · e3 branco bispo · b2 branco peão · c2 branco bispo · f2 branco peão · g2 branco peão · h2 branco peão · a1 branco torre · f1 branco torre · g1 branco rei | b8 preto torre · g8 preto rei · c7 preto peão · g7 preto peão · h7 preto peão · b6 preto bispo · d6 preto rainha · e6 preto bispo · f6 preto torre · b5 preto peão · d5 preto peão · d4 branco peão · c3 branco rainha · e3 branco bispo · b2 branco peão · c2 branco bispo · f2 branco peão · g2 branco peão · h2 branco peão · a1 branco torre · f1 branco torre · g1 branco rei | b8 preto torre · g8 preto rei · c7 preto peão · g7 preto peão · h7 preto peão · b6 preto bispo · d6 preto rainha · e6 preto bispo · f6 preto torre · b5 preto peão · d5 preto peão · d4 branco peão · c3 branco rainha · e3 branco bispo · b2 branco peão · c2 branco bispo · f2 branco peão · g2 branco peão · h2 branco peão · a1 branco torre · f1 branco torre · g1 branco rei | b8 preto torre · g8 preto rei · c7 preto peão · g7 preto peão · h7 preto peão · b6 preto bispo · d6 preto rainha · e6 preto bispo · f6 preto torre · b5 preto peão · d5 preto peão · d4 branco peão · c3 branco rainha · e3 branco bispo · b2 branco peão · c2 branco bispo · f2 branco peão · g2 branco peão · h2 branco peão · a1 branco torre · f1 branco torre · g1 branco rei | 7 |
| 6 | b8 preto torre · g8 preto rei · c7 preto peão · g7 preto peão · h7 preto peão · b6 preto bispo · d6 preto rainha · e6 preto bispo · f6 preto torre · b5 preto peão · d5 preto peão · d4 branco peão · c3 branco rainha · e3 branco bispo · b2 branco peão · c2 branco bispo · f2 branco peão · g2 branco peão · h2 branco peão · a1 branco torre · f1 branco torre · g1 branco rei | b8 preto torre · g8 preto rei · c7 preto peão · g7 preto peão · h7 preto peão · b6 preto bispo · d6 preto rainha · e6 preto bispo · f6 preto torre · b5 preto peão · d5 preto peão · d4 branco peão · c3 branco rainha · e3 branco bispo · b2 branco peão · c2 branco bispo · f2 branco peão · g2 branco peão · h2 branco peão · a1 branco torre · f1 branco torre · g1 branco rei | b8 preto torre · g8 preto rei · c7 preto peão · g7 preto peão · h7 preto peão · b6 preto bispo · d6 preto rainha · e6 preto bispo · f6 preto torre · b5 preto peão · d5 preto peão · d4 branco peão · c3 branco rainha · e3 branco bispo · b2 branco peão · c2 branco bispo · f2 branco peão · g2 branco peão · h2 branco peão · a1 branco torre · f1 branco torre · g1 branco rei | b8 preto torre · g8 preto rei · c7 preto peão · g7 preto peão · h7 preto peão · b6 preto bispo · d6 preto rainha · e6 preto bispo · f6 preto torre · b5 preto peão · d5 preto peão · d4 branco peão · c3 branco rainha · e3 branco bispo · b2 branco peão · c2 branco bispo · f2 branco peão · g2 branco peão · h2 branco peão · a1 branco torre · f1 branco torre · g1 branco rei | b8 preto torre · g8 preto rei · c7 preto peão · g7 preto peão · h7 preto peão · b6 preto bispo · d6 preto rainha · e6 preto bispo · f6 preto torre · b5 preto peão · d5 preto peão · d4 branco peão · c3 branco rainha · e3 branco bispo · b2 branco peão · c2 branco bispo · f2 branco peão · g2 branco peão · h2 branco peão · a1 branco torre · f1 branco torre · g1 branco rei | b8 preto torre · g8 preto rei · c7 preto peão · g7 preto peão · h7 preto peão · b6 preto bispo · d6 preto rainha · e6 preto bispo · f6 preto torre · b5 preto peão · d5 preto peão · d4 branco peão · c3 branco rainha · e3 branco bispo · b2 branco peão · c2 branco bispo · f2 branco peão · g2 branco peão · h2 branco peão · a1 branco torre · f1 branco torre · g1 branco rei | b8 preto torre · g8 preto rei · c7 preto peão · g7 preto peão · h7 preto peão · b6 preto bispo · d6 preto rainha · e6 preto bispo · f6 preto torre · b5 preto peão · d5 preto peão · d4 branco peão · c3 branco rainha · e3 branco bispo · b2 branco peão · c2 branco bispo · f2 branco peão · g2 branco peão · h2 branco peão · a1 branco torre · f1 branco torre · g1 branco rei | b8 preto torre · g8 preto rei · c7 preto peão · g7 preto peão · h7 preto peão · b6 preto bispo · d6 preto rainha · e6 preto bispo · f6 preto torre · b5 preto peão · d5 preto peão · d4 branco peão · c3 branco rainha · e3 branco bispo · b2 branco peão · c2 branco bispo · f2 branco peão · g2 branco peão · h2 branco peão · a1 branco torre · f1 branco torre · g1 branco rei | 6 |
| 5 | b8 preto torre · g8 preto rei · c7 preto peão · g7 preto peão · h7 preto peão · b6 preto bispo · d6 preto rainha · e6 preto bispo · f6 preto torre · b5 preto peão · d5 preto peão · d4 branco peão · c3 branco rainha · e3 branco bispo · b2 branco peão · c2 branco bispo · f2 branco peão · g2 branco peão · h2 branco peão · a1 branco torre · f1 branco torre · g1 branco rei | b8 preto torre · g8 preto rei · c7 preto peão · g7 preto peão · h7 preto peão · b6 preto bispo · d6 preto rainha · e6 preto bispo · f6 preto torre · b5 preto peão · d5 preto peão · d4 branco peão · c3 branco rainha · e3 branco bispo · b2 branco peão · c2 branco bispo · f2 branco peão · g2 branco peão · h2 branco peão · a1 branco torre · f1 branco torre · g1 branco rei | b8 preto torre · g8 preto rei · c7 preto peão · g7 preto peão · h7 preto peão · b6 preto bispo · d6 preto rainha · e6 preto bispo · f6 preto torre · b5 preto peão · d5 preto peão · d4 branco peão · c3 branco rainha · e3 branco bispo · b2 branco peão · c2 branco bispo · f2 branco peão · g2 branco peão · h2 branco peão · a1 branco torre · f1 branco torre · g1 branco rei | b8 preto torre · g8 preto rei · c7 preto peão · g7 preto peão · h7 preto peão · b6 preto bispo · d6 preto rainha · e6 preto bispo · f6 preto torre · b5 preto peão · d5 preto peão · d4 branco peão · c3 branco rainha · e3 branco bispo · b2 branco peão · c2 branco bispo · f2 branco peão · g2 branco peão · h2 branco peão · a1 branco torre · f1 branco torre · g1 branco rei | b8 preto torre · g8 preto rei · c7 preto peão · g7 preto peão · h7 preto peão · b6 preto bispo · d6 preto rainha · e6 preto bispo · f6 preto torre · b5 preto peão · d5 preto peão · d4 branco peão · c3 branco rainha · e3 branco bispo · b2 branco peão · c2 branco bispo · f2 branco peão · g2 branco peão · h2 branco peão · a1 branco torre · f1 branco torre · g1 branco rei | b8 preto torre · g8 preto rei · c7 preto peão · g7 preto peão · h7 preto peão · b6 preto bispo · d6 preto rainha · e6 preto bispo · f6 preto torre · b5 preto peão · d5 preto peão · d4 branco peão · c3 branco rainha · e3 branco bispo · b2 branco peão · c2 branco bispo · f2 branco peão · g2 branco peão · h2 branco peão · a1 branco torre · f1 branco torre · g1 branco rei | b8 preto torre · g8 preto rei · c7 preto peão · g7 preto peão · h7 preto peão · b6 preto bispo · d6 preto rainha · e6 preto bispo · f6 preto torre · b5 preto peão · d5 preto peão · d4 branco peão · c3 branco rainha · e3 branco bispo · b2 branco peão · c2 branco bispo · f2 branco peão · g2 branco peão · h2 branco peão · a1 branco torre · f1 branco torre · g1 branco rei | b8 preto torre · g8 preto rei · c7 preto peão · g7 preto peão · h7 preto peão · b6 preto bispo · d6 preto rainha · e6 preto bispo · f6 preto torre · b5 preto peão · d5 preto peão · d4 branco peão · c3 branco rainha · e3 branco bispo · b2 branco peão · c2 branco bispo · f2 branco peão · g2 branco peão · h2 branco peão · a1 branco torre · f1 branco torre · g1 branco rei | 5 |
| 4 | b8 preto torre · g8 preto rei · c7 preto peão · g7 preto peão · h7 preto peão · b6 preto bispo · d6 preto rainha · e6 preto bispo · f6 preto torre · b5 preto peão · d5 preto peão · d4 branco peão · c3 branco rainha · e3 branco bispo · b2 branco peão · c2 branco bispo · f2 branco peão · g2 branco peão · h2 branco peão · a1 branco torre · f1 branco torre · g1 branco rei | b8 preto torre · g8 preto rei · c7 preto peão · g7 preto peão · h7 preto peão · b6 preto bispo · d6 preto rainha · e6 preto bispo · f6 preto torre · b5 preto peão · d5 preto peão · d4 branco peão · c3 branco rainha · e3 branco bispo · b2 branco peão · c2 branco bispo · f2 branco peão · g2 branco peão · h2 branco peão · a1 branco torre · f1 branco torre · g1 branco rei | b8 preto torre · g8 preto rei · c7 preto peão · g7 preto peão · h7 preto peão · b6 preto bispo · d6 preto rainha · e6 preto bispo · f6 preto torre · b5 preto peão · d5 preto peão · d4 branco peão · c3 branco rainha · e3 branco bispo · b2 branco peão · c2 branco bispo · f2 branco peão · g2 branco peão · h2 branco peão · a1 branco torre · f1 branco torre · g1 branco rei | b8 preto torre · g8 preto rei · c7 preto peão · g7 preto peão · h7 preto peão · b6 preto bispo · d6 preto rainha · e6 preto bispo · f6 preto torre · b5 preto peão · d5 preto peão · d4 branco peão · c3 branco rainha · e3 branco bispo · b2 branco peão · c2 branco bispo · f2 branco peão · g2 branco peão · h2 branco peão · a1 branco torre · f1 branco torre · g1 branco rei | b8 preto torre · g8 preto rei · c7 preto peão · g7 preto peão · h7 preto peão · b6 preto bispo · d6 preto rainha · e6 preto bispo · f6 preto torre · b5 preto peão · d5 preto peão · d4 branco peão · c3 branco rainha · e3 branco bispo · b2 branco peão · c2 branco bispo · f2 branco peão · g2 branco peão · h2 branco peão · a1 branco torre · f1 branco torre · g1 branco rei | b8 preto torre · g8 preto rei · c7 preto peão · g7 preto peão · h7 preto peão · b6 preto bispo · d6 preto rainha · e6 preto bispo · f6 preto torre · b5 preto peão · d5 preto peão · d4 branco peão · c3 branco rainha · e3 branco bispo · b2 branco peão · c2 branco bispo · f2 branco peão · g2 branco peão · h2 branco peão · a1 branco torre · f1 branco torre · g1 branco rei | b8 preto torre · g8 preto rei · c7 preto peão · g7 preto peão · h7 preto peão · b6 preto bispo · d6 preto rainha · e6 preto bispo · f6 preto torre · b5 preto peão · d5 preto peão · d4 branco peão · c3 branco rainha · e3 branco bispo · b2 branco peão · c2 branco bispo · f2 branco peão · g2 branco peão · h2 branco peão · a1 branco torre · f1 branco torre · g1 branco rei | b8 preto torre · g8 preto rei · c7 preto peão · g7 preto peão · h7 preto peão · b6 preto bispo · d6 preto rainha · e6 preto bispo · f6 preto torre · b5 preto peão · d5 preto peão · d4 branco peão · c3 branco rainha · e3 branco bispo · b2 branco peão · c2 branco bispo · f2 branco peão · g2 branco peão · h2 branco peão · a1 branco torre · f1 branco torre · g1 branco rei | 4 |
| 3 | b8 preto torre · g8 preto rei · c7 preto peão · g7 preto peão · h7 preto peão · b6 preto bispo · d6 preto rainha · e6 preto bispo · f6 preto torre · b5 preto peão · d5 preto peão · d4 branco peão · c3 branco rainha · e3 branco bispo · b2 branco peão · c2 branco bispo · f2 branco peão · g2 branco peão · h2 branco peão · a1 branco torre · f1 branco torre · g1 branco rei | b8 preto torre · g8 preto rei · c7 preto peão · g7 preto peão · h7 preto peão · b6 preto bispo · d6 preto rainha · e6 preto bispo · f6 preto torre · b5 preto peão · d5 preto peão · d4 branco peão · c3 branco rainha · e3 branco bispo · b2 branco peão · c2 branco bispo · f2 branco peão · g2 branco peão · h2 branco peão · a1 branco torre · f1 branco torre · g1 branco rei | b8 preto torre · g8 preto rei · c7 preto peão · g7 preto peão · h7 preto peão · b6 preto bispo · d6 preto rainha · e6 preto bispo · f6 preto torre · b5 preto peão · d5 preto peão · d4 branco peão · c3 branco rainha · e3 branco bispo · b2 branco peão · c2 branco bispo · f2 branco peão · g2 branco peão · h2 branco peão · a1 branco torre · f1 branco torre · g1 branco rei | b8 preto torre · g8 preto rei · c7 preto peão · g7 preto peão · h7 preto peão · b6 preto bispo · d6 preto rainha · e6 preto bispo · f6 preto torre · b5 preto peão · d5 preto peão · d4 branco peão · c3 branco rainha · e3 branco bispo · b2 branco peão · c2 branco bispo · f2 branco peão · g2 branco peão · h2 branco peão · a1 branco torre · f1 branco torre · g1 branco rei | b8 preto torre · g8 preto rei · c7 preto peão · g7 preto peão · h7 preto peão · b6 preto bispo · d6 preto rainha · e6 preto bispo · f6 preto torre · b5 preto peão · d5 preto peão · d4 branco peão · c3 branco rainha · e3 branco bispo · b2 branco peão · c2 branco bispo · f2 branco peão · g2 branco peão · h2 branco peão · a1 branco torre · f1 branco torre · g1 branco rei | b8 preto torre · g8 preto rei · c7 preto peão · g7 preto peão · h7 preto peão · b6 preto bispo · d6 preto rainha · e6 preto bispo · f6 preto torre · b5 preto peão · d5 preto peão · d4 branco peão · c3 branco rainha · e3 branco bispo · b2 branco peão · c2 branco bispo · f2 branco peão · g2 branco peão · h2 branco peão · a1 branco torre · f1 branco torre · g1 branco rei | b8 preto torre · g8 preto rei · c7 preto peão · g7 preto peão · h7 preto peão · b6 preto bispo · d6 preto rainha · e6 preto bispo · f6 preto torre · b5 preto peão · d5 preto peão · d4 branco peão · c3 branco rainha · e3 branco bispo · b2 branco peão · c2 branco bispo · f2 branco peão · g2 branco peão · h2 branco peão · a1 branco torre · f1 branco torre · g1 branco rei | b8 preto torre · g8 preto rei · c7 preto peão · g7 preto peão · h7 preto peão · b6 preto bispo · d6 preto rainha · e6 preto bispo · f6 preto torre · b5 preto peão · d5 preto peão · d4 branco peão · c3 branco rainha · e3 branco bispo · b2 branco peão · c2 branco bispo · f2 branco peão · g2 branco peão · h2 branco peão · a1 branco torre · f1 branco torre · g1 branco rei | 3 |
| 2 | b8 preto torre · g8 preto rei · c7 preto peão · g7 preto peão · h7 preto peão · b6 preto bispo · d6 preto rainha · e6 preto bispo · f6 preto torre · b5 preto peão · d5 preto peão · d4 branco peão · c3 branco rainha · e3 branco bispo · b2 branco peão · c2 branco bispo · f2 branco peão · g2 branco peão · h2 branco peão · a1 branco torre · f1 branco torre · g1 branco rei | b8 preto torre · g8 preto rei · c7 preto peão · g7 preto peão · h7 preto peão · b6 preto bispo · d6 preto rainha · e6 preto bispo · f6 preto torre · b5 preto peão · d5 preto peão · d4 branco peão · c3 branco rainha · e3 branco bispo · b2 branco peão · c2 branco bispo · f2 branco peão · g2 branco peão · h2 branco peão · a1 branco torre · f1 branco torre · g1 branco rei | b8 preto torre · g8 preto rei · c7 preto peão · g7 preto peão · h7 preto peão · b6 preto bispo · d6 preto rainha · e6 preto bispo · f6 preto torre · b5 preto peão · d5 preto peão · d4 branco peão · c3 branco rainha · e3 branco bispo · b2 branco peão · c2 branco bispo · f2 branco peão · g2 branco peão · h2 branco peão · a1 branco torre · f1 branco torre · g1 branco rei | b8 preto torre · g8 preto rei · c7 preto peão · g7 preto peão · h7 preto peão · b6 preto bispo · d6 preto rainha · e6 preto bispo · f6 preto torre · b5 preto peão · d5 preto peão · d4 branco peão · c3 branco rainha · e3 branco bispo · b2 branco peão · c2 branco bispo · f2 branco peão · g2 branco peão · h2 branco peão · a1 branco torre · f1 branco torre · g1 branco rei | b8 preto torre · g8 preto rei · c7 preto peão · g7 preto peão · h7 preto peão · b6 preto bispo · d6 preto rainha · e6 preto bispo · f6 preto torre · b5 preto peão · d5 preto peão · d4 branco peão · c3 branco rainha · e3 branco bispo · b2 branco peão · c2 branco bispo · f2 branco peão · g2 branco peão · h2 branco peão · a1 branco torre · f1 branco torre · g1 branco rei | b8 preto torre · g8 preto rei · c7 preto peão · g7 preto peão · h7 preto peão · b6 preto bispo · d6 preto rainha · e6 preto bispo · f6 preto torre · b5 preto peão · d5 preto peão · d4 branco peão · c3 branco rainha · e3 branco bispo · b2 branco peão · c2 branco bispo · f2 branco peão · g2 branco peão · h2 branco peão · a1 branco torre · f1 branco torre · g1 branco rei | b8 preto torre · g8 preto rei · c7 preto peão · g7 preto peão · h7 preto peão · b6 preto bispo · d6 preto rainha · e6 preto bispo · f6 preto torre · b5 preto peão · d5 preto peão · d4 branco peão · c3 branco rainha · e3 branco bispo · b2 branco peão · c2 branco bispo · f2 branco peão · g2 branco peão · h2 branco peão · a1 branco torre · f1 branco torre · g1 branco rei | b8 preto torre · g8 preto rei · c7 preto peão · g7 preto peão · h7 preto peão · b6 preto bispo · d6 preto rainha · e6 preto bispo · f6 preto torre · b5 preto peão · d5 preto peão · d4 branco peão · c3 branco rainha · e3 branco bispo · b2 branco peão · c2 branco bispo · f2 branco peão · g2 branco peão · h2 branco peão · a1 branco torre · f1 branco torre · g1 branco rei | 2 |
| 1 | b8 preto torre · g8 preto rei · c7 preto peão · g7 preto peão · h7 preto peão · b6 preto bispo · d6 preto rainha · e6 preto bispo · f6 preto torre · b5 preto peão · d5 preto peão · d4 branco peão · c3 branco rainha · e3 branco bispo · b2 branco peão · c2 branco bispo · f2 branco peão · g2 branco peão · h2 branco peão · a1 branco torre · f1 branco torre · g1 branco rei | b8 preto torre · g8 preto rei · c7 preto peão · g7 preto peão · h7 preto peão · b6 preto bispo · d6 preto rainha · e6 preto bispo · f6 preto torre · b5 preto peão · d5 preto peão · d4 branco peão · c3 branco rainha · e3 branco bispo · b2 branco peão · c2 branco bispo · f2 branco peão · g2 branco peão · h2 branco peão · a1 branco torre · f1 branco torre · g1 branco rei | b8 preto torre · g8 preto rei · c7 preto peão · g7 preto peão · h7 preto peão · b6 preto bispo · d6 preto rainha · e6 preto bispo · f6 preto torre · b5 preto peão · d5 preto peão · d4 branco peão · c3 branco rainha · e3 branco bispo · b2 branco peão · c2 branco bispo · f2 branco peão · g2 branco peão · h2 branco peão · a1 branco torre · f1 branco torre · g1 branco rei | b8 preto torre · g8 preto rei · c7 preto peão · g7 preto peão · h7 preto peão · b6 preto bispo · d6 preto rainha · e6 preto bispo · f6 preto torre · b5 preto peão · d5 preto peão · d4 branco peão · c3 branco rainha · e3 branco bispo · b2 branco peão · c2 branco bispo · f2 branco peão · g2 branco peão · h2 branco peão · a1 branco torre · f1 branco torre · g1 branco rei | b8 preto torre · g8 preto rei · c7 preto peão · g7 preto peão · h7 preto peão · b6 preto bispo · d6 preto rainha · e6 preto bispo · f6 preto torre · b5 preto peão · d5 preto peão · d4 branco peão · c3 branco rainha · e3 branco bispo · b2 branco peão · c2 branco bispo · f2 branco peão · g2 branco peão · h2 branco peão · a1 branco torre · f1 branco torre · g1 branco rei | b8 preto torre · g8 preto rei · c7 preto peão · g7 preto peão · h7 preto peão · b6 preto bispo · d6 preto rainha · e6 preto bispo · f6 preto torre · b5 preto peão · d5 preto peão · d4 branco peão · c3 branco rainha · e3 branco bispo · b2 branco peão · c2 branco bispo · f2 branco peão · g2 branco peão · h2 branco peão · a1 branco torre · f1 branco torre · g1 branco rei | b8 preto torre · g8 preto rei · c7 preto peão · g7 preto peão · h7 preto peão · b6 preto bispo · d6 preto rainha · e6 preto bispo · f6 preto torre · b5 preto peão · d5 preto peão · d4 branco peão · c3 branco rainha · e3 branco bispo · b2 branco peão · c2 branco bispo · f2 branco peão · g2 branco peão · h2 branco peão · a1 branco torre · f1 branco torre · g1 branco rei | b8 preto torre · g8 preto rei · c7 preto peão · g7 preto peão · h7 preto peão · b6 preto bispo · d6 preto rainha · e6 preto bispo · f6 preto torre · b5 preto peão · d5 preto peão · d4 branco peão · c3 branco rainha · e3 branco bispo · b2 branco peão · c2 branco bispo · f2 branco peão · g2 branco peão · h2 branco peão · a1 branco torre · f1 branco torre · g1 branco rei | 1 |
|   | a | b | c | d | e | f | g | h |   |

Um peão atrasado é uma terminologia do xadrez que indica uma fraqueza ou desvantagem da estrutura de peões numa partida. Esta desvantagem foi analisada inicialmente por Philidor em seu livro Analyse du jeu des échecs onde também são descritas outras desvantagens relacionadas com a cadeia de peões como os peões isolados, conectados e dobrados além da vantagem dos peões passados.
O peão atrasado é aquele que não pode ser protegido ou avançado com o apoio de outros peões e é restrito de avançar por um peão adversário numa coluna adjacente, entretanto uma captura que transfere tal peão para uma coluna adjacente pode mobilizá-lo. Uma vez que é considerada a pior das desvantagens dos peões, a eliminação de um peão atrasado é tema de algumas variações de aberturas modernas onde um lado cria um peão atrasado em troca de outra vantagem em qualquer lugar do tabuleiro com a expectativa de posteriormente eliminar seu peão atrasado.